# Eudorylas bicolor
Eudorylas bicolor är en tvåvingeart som först beskrevs av Becker 1924.  Eudorylas bicolor ingår i släktet Eudorylas och familjen ögonflugor.
Artens utbredningsområde är Taiwan. Inga underarter finns listade i Catalogue of Life.